# São Francisco do Imbaú
São Francisco do Imbaú é um distrito do município brasileiro de Congonhinhas, no Paraná.
O distrito foi criado em 21 de novembro de 1962 e de acordo com o Instituto Brasileiro de Geografia e Estatística (IBGE) sua população no ano de 2010 era de 1 120 habitantes.